# Run for Cover (Sugababes)
Run for Cover è un singolo del gruppo musicale pop britannico Sugababes, pubblicato il 9 aprile 2001 dall'etichetta discografica London.
Il brano è stato scritto da Jony Lipsey, Cameron McVey, Paul Simm e le stesse Sugababes e prodotto da McVey, Lipsey e Simm. Il singolo, terzo estratto dall'album di debutto del gruppo One Touch, conteneva diversi remix e la b-side Don't Wanna Wait.

## Tracce e formati
CD-Maxi (London 8573-88020-2)
1. Run for Cover - 3:47
2. Run for Cover (J-Walk Remix) - 4:44
3. Run for Cover (Zero Gravity Suga And Spice Vocal) - 5:51
4. Don't Wanna Wait 4:42 (Ron Tom, Don-e)

## Classifiche
| Classifica    | Posizione raggiunta |
| ------------- | ------------------- |
| Regno Unito   | 13                  |
| Germania      | 28                  |
| Irlanda       | 35                  |
| Svizzera      | 36                  |
| Australia     | 36                  |
| Austria       | 38                  |
| Paesi Bassi   | 49                  |
| Nuova Zelanda | 49                  |